# Марті Мак-Сорлі
Мартін Джеймс Мак-Сорлі (англ. Martin James McSorley; 18 травня 1963, м. Гамільтон, Канада) — канадський хокеїст, захисник.   
Виступав за «Бельвіль Буллс» (ОХЛ), «Балтимор Скіпджекс» (АХЛ), «Піттсбург Пінгвінс», «Нова-Скотія Ойлерс» (АХЛ), «Едмонтон Ойлерс», «Лос-Анджелес Кінгс», «Нью-Йорк Рейнджерс», «Сан-Хосе Шаркс», «Бостон Брюїнс», «Гранд-Репідс Гріффінс» (ІХЛ). На льоду виконував обов'язки тафгая‎.
В чемпіонатах НХЛ — 961 матч (108+251), у турнірах Кубка Стенлі — 115 матчів (10+19).
Досягнення
- Володар Кубка Стенлі (1987, 1988)

Нагород
- Трофей Бада Лайта (1991)

Тренерська кар'єра
- Головний тренер «Спрингфілд Фалконс» (2002–03, АХЛ).